# Tiszasziget
Tiszasziget là một thị trấn thuộc hạt Csongrád, Hungary. Thị trấn này có diện tích 26,89 km², dân số năm 2010 là 1779 người, mật độ 66 người/km².